# Andover (Maine)
Andover város az USA Maine államában, Oxford megyében. Lakosainak száma 752 fő (2020. április 1.).

## Népesség
A település népességének változása:

| 2010 | 821 |
| 2020 | 752 |